# Salicylsäurephenylester
Salicylsäurephenylester oder auch Phenylsalicylat ist der Phenylester der Salicylsäure.

## Darstellung
Salicylsäurephenylester kann durch Reaktion von Salicylsäurechlorid mit Phenol hergestellt werden.

## Eigenschaften
Phenylsalicylat ist ein farbloses, kristallines Pulver, das einen schwach aromatischen Geruch besitzt und nur sehr wenig in Wasser, mehr jedoch in Benzol, Chloroform, Ethanol und Ether löslich ist.
Die Bromierung von Phenylsalicylat mit elementarem Brom in Eisessig führt zunächst zum 5-Bromderivat. Beim Einsatz von 2 Mol Brom entsteht das 3,5-Dibromderivat.

## Verwendung
Phenylsalicylat hat eine antiseptische und antirheumatische Wirkung und findet auch als UV-Schutz für die Haut und für Kunststoffe Verwendung. Es wurde 1886 als Salol® in die Therapie eingeführt; Haupteinsatzzweck war die Desinfektion der Harnwege.